# El Gran Gato
El Gran Gato és una pel·lícula espanyola dirigida per Ventura Pons l'any 2003. Ha estat doblada al català.

## Argument
El Gran Gato és el títol d'aquest «musical » -com cataloga el mateix director- que compta amb la participació de cantants com Tonino Carotone, Jaume Sisa, Kiko Veneno, Luis Eduardo Aute, Los Manolos, Lucrecia i Martirio. D'aquesta forma director i companys de professió reten homenatge a Gato Pérez, cantant i compositor que va popularitzar la rumba i que va morir el 1990 quan només tenia 40 anys, i expliquen un personatge i una època: immigració, mestissatge cultural i idiomàtic, rumba catalana, esforç i desgast de l'artista anònim. Un testimoni sobre la lluita i les ganes de viure de tota una generació. La pel·lícula alterna dues parts: una més documental amb converses amb familiars i la gent que va conèixer a Gato Pérez, i una segona en la qual els músics esmentats interpreten les cançons més conegudes del músic.

## Repartiment
- Gato Pérez
- Luis Eduardo Aute
- Martirio
- Jaume Sisa
- Tonino Carotone
- Maria del Mar Bonet
- Kiko Veneno
- Àngel Casas
- Carles Flavià
- Lucrecia
- Moncho
- Clara Montes
- Marcos Ordóñez